# 三島淑臣
三島 淑臣（みしま よしおみ、1932年10月24日-2015年1月1日）は、日本の法学者（法哲学）。九州大学名誉教授・熊本県立大学名誉教授。

## 経歴
愛媛県出身。1956年京都大学法学部卒、同大学院基礎法学博士課程満期退学。1963年九州大学法学部助教授、76年教授、96年定年退官、名誉教授、熊本県立大学教授。2003年退職、名誉教授。

## 著書
- 『現代法律学講座 3 法思想史』青林書院新社 1980
- 『理性法思想の成立 カント法哲学とその周辺』成文堂 基礎法学叢書 1998

### 共編著
- 『法の理論』6-30 ホセ・ヨンパルト、笹倉秀夫、竹下賢、長谷川晃共編 成文堂 1985－2011
- 『野の花空の鳥 滝沢克己先生の思い出』星野元豊共編 創言社 1986
- 『人間の尊厳と現代法理論 ホセ・ヨンパルト教授古稀祝賀』稲垣良典,初宿正典共編 成文堂 2000
- 『法哲学入門』編 成文堂 2002
- 『滝沢克己を語る』監修 金子啓一,田中裕,富吉建周,鳥飼慶陽編集委員 春風社 2010

### 翻訳
- 『世界の名著 32 カント』「人倫の形而上学<法論>」(加藤新平共訳) 中央公論社 1972
- リュシアン・ゴルドマン『カントにおける人間・共同体・世界 弁証法の歴史の研究』伊藤平八郎共訳 木鐸社 1977

### 記念論文集
- 『法思想の伝統と現在 三島淑臣教授退官記念論集』九州大学出版会 1998
- 『自由と正義の法理念 三島淑臣教授古稀祝賀』ホセ・ヨンパルト,竹下賢,酒匂一郎,田中成明,笹倉秀夫,永尾孝雄編 成文堂 2003

## 論文
- Cinii